# Luis Álvarez Gaumé
Luis Álvarez Gaumé (Madrid, España, 1955) es un físico teórico español especializado en teoría de cuerdas y gravedad cuántica.
Obtuvo su doctorado en 1981 en la Universidad de Stony Brook, y entre 1981 y 1984 trabajó como junior fellow en la Universidad de Harvard antes de trasladarse a la Universidad de Boston como profesor. Entre 1986 y 2016, fue miembro permanente de la unidad de física teórica del CERN. En 2016, se convirtió en director del Centro Simons de Geometría y Física en Stony Brook.
En la década de 1980, Álvarez Gaumé realizó varias contribuciones importantes al campo de la teoría de cuerdas y su marco matemático. Junto con Edward Witten, probó en 1983 que las teorías cuánticas de campos tienen en general anomalías gravitacionales. Poco después, Michael Green y John Schwarz probaron que estas anomalías pueden evitarse en ciertas versiones de la teoría de supercuerdas. Álvarez Gaumé es también conocido por la demostración física del teorema de Atiyah-Singer utilizando supersimetría. Su trabajo abarca un amplio rango de temas, incluyendo teoría de perturbaciones de cuerdas a alto orden, teorías cuánticas de campos en superficies de Riemann, grupos cuánticos, así como dualidades en teoría de cuerdas y agujeros negros en teoría de cuerdas. En la década de 1990, estudió la ruptura de supersimetría a bajas energías (en N=2 teorías de gauge supersimétricas). Es también coautor de un libro de texto sobre teoría cuántica de campos.